# Passage du malin
Passage du malin est une pièce de théâtre en trois actes et un tableau de François Mauriac créée le 12 décembre 1947 au théâtre de la Madeleine à Paris dans une mise en scène de Jean Meyer.

## Genèse de la pièce
La pièce est créée le 12 décembre 1947 au théâtre de la Madeleine de Paris dans une mise en scène de Jean Meyer.
Le texte de Passage du malin paraît en 1948 aux éditions de la Table ronde.

## Distribution des rôles à la création
- Marie Bell : Émilie
- André Brulé : Bernad Lecêtre
- Françoise Engel
- Jeanne Lion
- Paul Bernard
- Marcelle Géniat

## Réception critique
La réception critique de la pièce est particulièrement mauvaise, notamment sous la plume de Pierre Hervé pour le journal communiste Action mais aussi de Jean-Jacques Gautier dans Le Figaro, ce qui sera vécu difficilement et douloureusement par Mauriac. Il répondra vigoureusement aux critiques très négatives dans une conférence donnée le 29 janvier 1948 à la salle Gaveau intitulée « Pourquoi j'ai écrit Passage du malin »,,.